# Mount Bigo
Mount Bigo (französisch Mont Bigo) ist ein 1980 m (nach Angaben des UK Antarctic Place-Names Committee rund 1700 m) hoher Berg an der Graham-Küste des Grahamlands auf der Antarktischen Halbinsel. Auf der Magnier-Halbinsel ragt er im Lisiya Ridge unmittelbar südwestlich des Mount Perchot am Kopfende der Bigo Bay auf.
Teilnehmer der Fünften Französischen Antarktisexpedition (1908–1910) unter der Leitung des Polarforschers Jean-Baptiste Charcot entdeckten ihn. Charcot benannte den Berg nach dem französischen Schiffseigner Robert Bigo aus Calais, Mitglied der Ligue Maritime Française und Sponsor der Forschungsreise.